# Église Saint-Louis de Berlin-Wilmersdorf
Pour les articles homonymes, voir Saint-Louis et Église Saint-Louis.
L'église Saint-Louis (Ludwigskirche) est une église catholique de Berlin-Wilmersdorf dédiée à saint Louis de France. Elle a été construite en style néogothique entre 1895 et 1897.

## Historique
Wilmersdorf devient un quartier bourgeois résidentiel à partir des années 1880, alors qu'il n'était qu'un village une dizaine d'années auparavant. Sa population s'élève à cinq mille habitants en 1890. Il y a encore à cette époque de grands terrains non bâtis. En 1905, Wilmersdorf accueille soixante-cinq mille habitants et en 1910, plus de cent mille. Sa croissance est donc extrêmement rapide. Wilmesdorf se couvre d'immeubles de rapport élégants à cinq étages avec des façades richement ornées, qui caractérisent encore le quartier aujourd'hui. Les nouveaux faubourgs de Berlin doivent donc répondre aux besoins spirituels de leur population en augmentation.
Avant la construction de l'église Saint-Louis par Menken, la communauté catholique disposait d'une petite église médiévale au sud, près de Schmargendorf. Saint-Louis est donc la première église catholique d'importance à avoir été construite au sud-ouest de Berlin. À la même époque, l'église luthérienne-évangélique construite en 1772 est remplacée par une église plus imposante de style néogothique en briques, l'Auenkirche, selon les plans de Max Spitta, qui sera baptisée la Christuskirche.

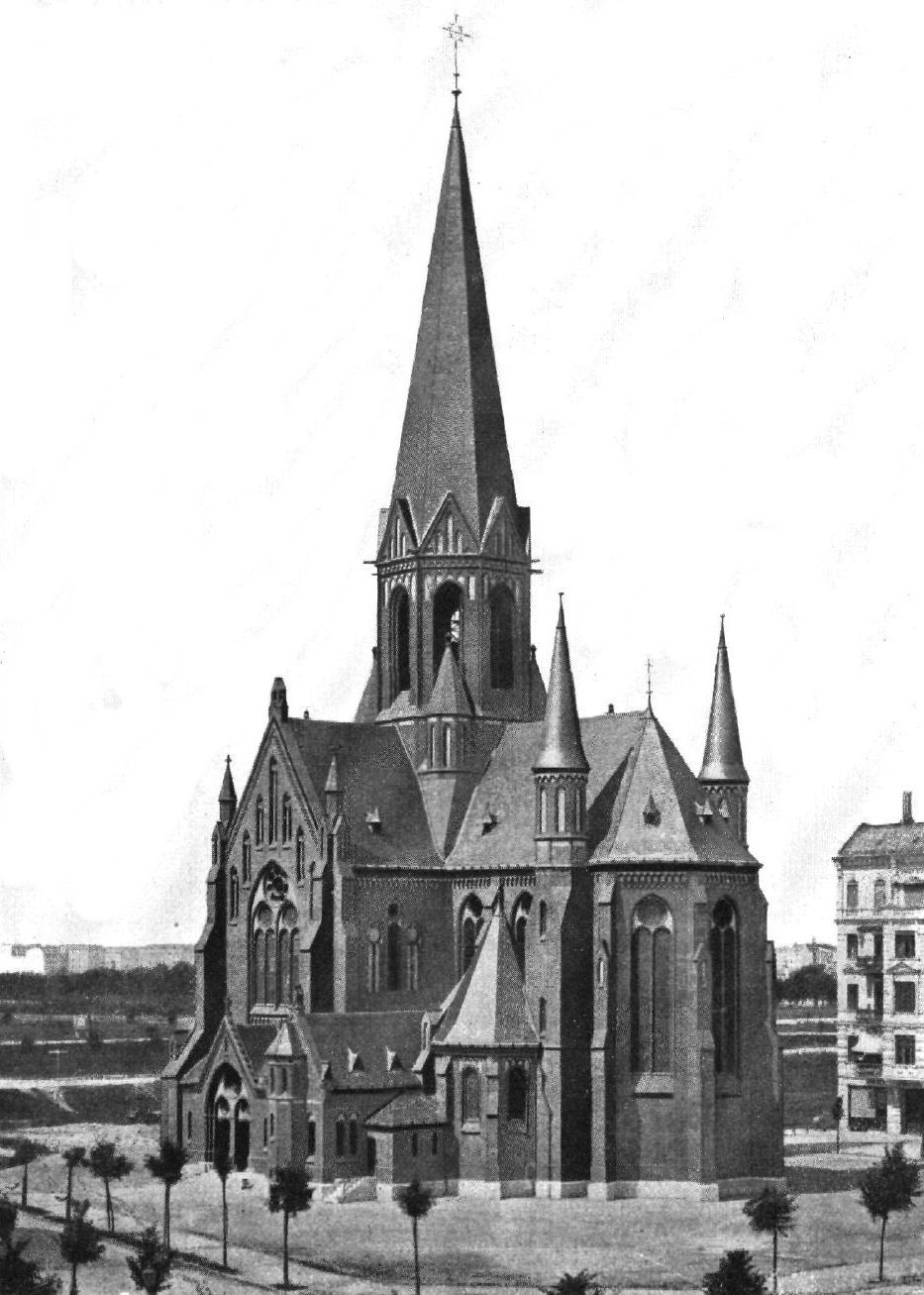
Vue de l'église Saint-Louis peu de temps après sa consécration

La communauté catholique fonde la Wilmersdorfer Terrain- und Aktien-Gesellschaft en 1890 pour réunir des fonds en vue de l'acquisition du terrain et de la construction de l'église. Mgr Joseph Jahnel, délégué de l'archevêché de Breslau, est chargé du dossier (Berlin dépend alors de Breslau d'un point de vue canonique). Le terrain devant et autour de l'église est nommé Straßburger-Platz (place de Strasbourg) avant de recevoit son nom actuel. Ludwig Windthorst, qui habitait Wilmersdorf, meurt le 14 mars 1891 et les amis du député du Zentrum qui avait combattu le Kulturkampf de Bismarck  demandent l'érection d'une église qui rappelle son souvenir.
Mgr Jahnel choisit comme architectes en 1893 August Menken et un autre architecte catholique dont le nom ne nous est pas parvenu, choix approuvé par deux députés du Zentrum, le Franz von Ballestrem et le baron Heerman von Zuydwyck. August Menken présente donc au jury un projet d'église monumentale en mars 1893.
L'église se présente sous la forme d'un édifice à trois nefs en croix grecque avec un chœur prolongé de trois absides. Elle est en briques typiques du nord de l'Allemagne. Au nord se trouvent séparément la sacristie rectangulaire et la salle de rangement de la paramentique, prolongée sur son petit côté par une petite tour ronde à escalier. Menken accentue l'aspect monumental qu'il avait conçu précédemment pour la basilique Saint-Jean de Neukölln, construite aussi sur un plan de croix grecque. Il s'inspire du style du milieu du XIIIe siècle avec un haut clocher en forme de flèche au milieu de l'édifice.
Le maître-autel était comme pour l'église de la Garnison, décoré de marbre noir, avec un retable de sculptures de bois. L'église était décorée de sculptures de saints royaux comme Charlemagne, sainte Élisabeth, saint Henri et son épouse sainte Cunégonde.
L'église est gravement endommagée à l'automne 1943 par les bombardements. Elle est restaurée en 1955 et 1966.

## Illustrations

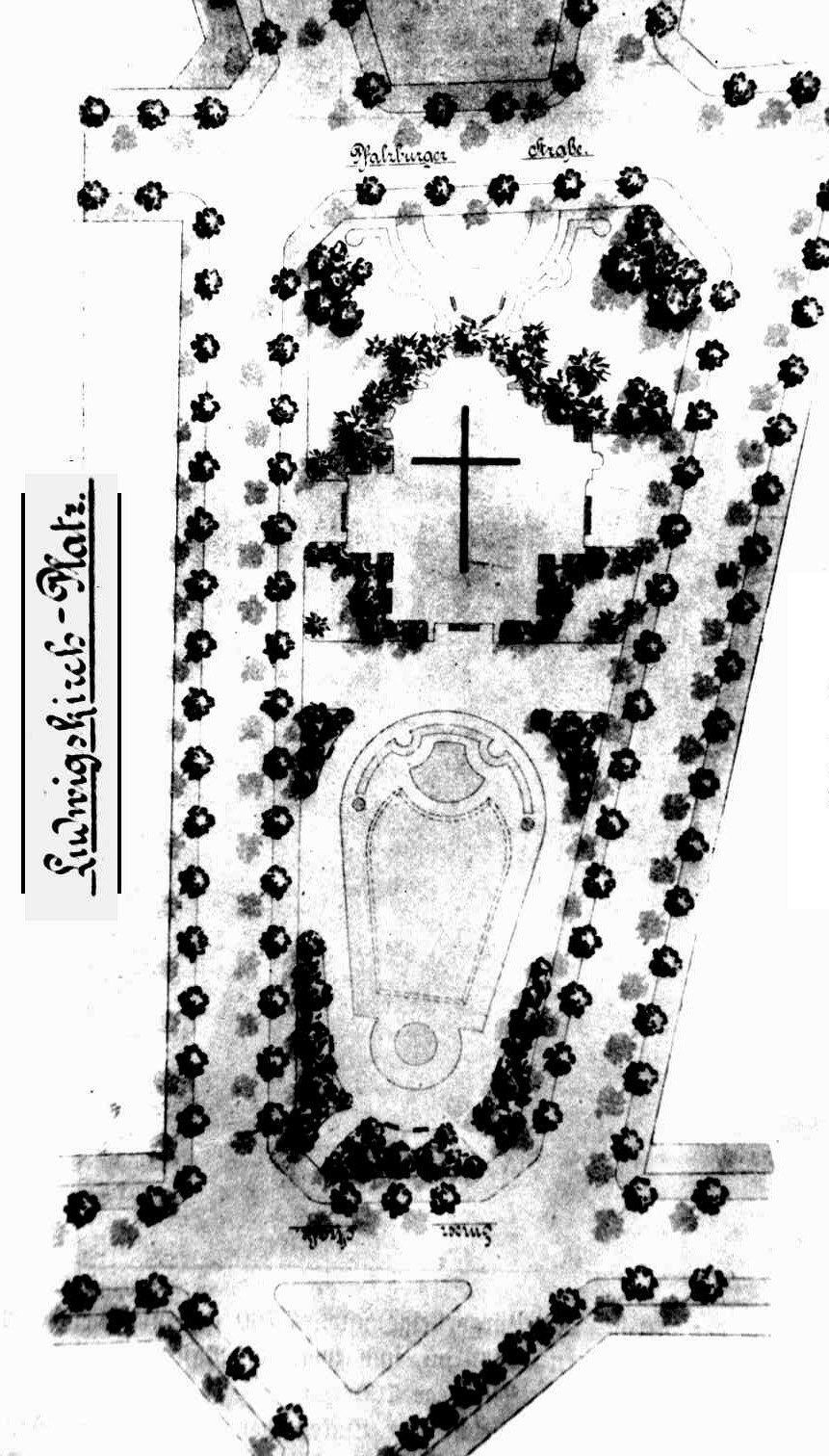
Plans d'aménagement d'August Menken (1858-1903)
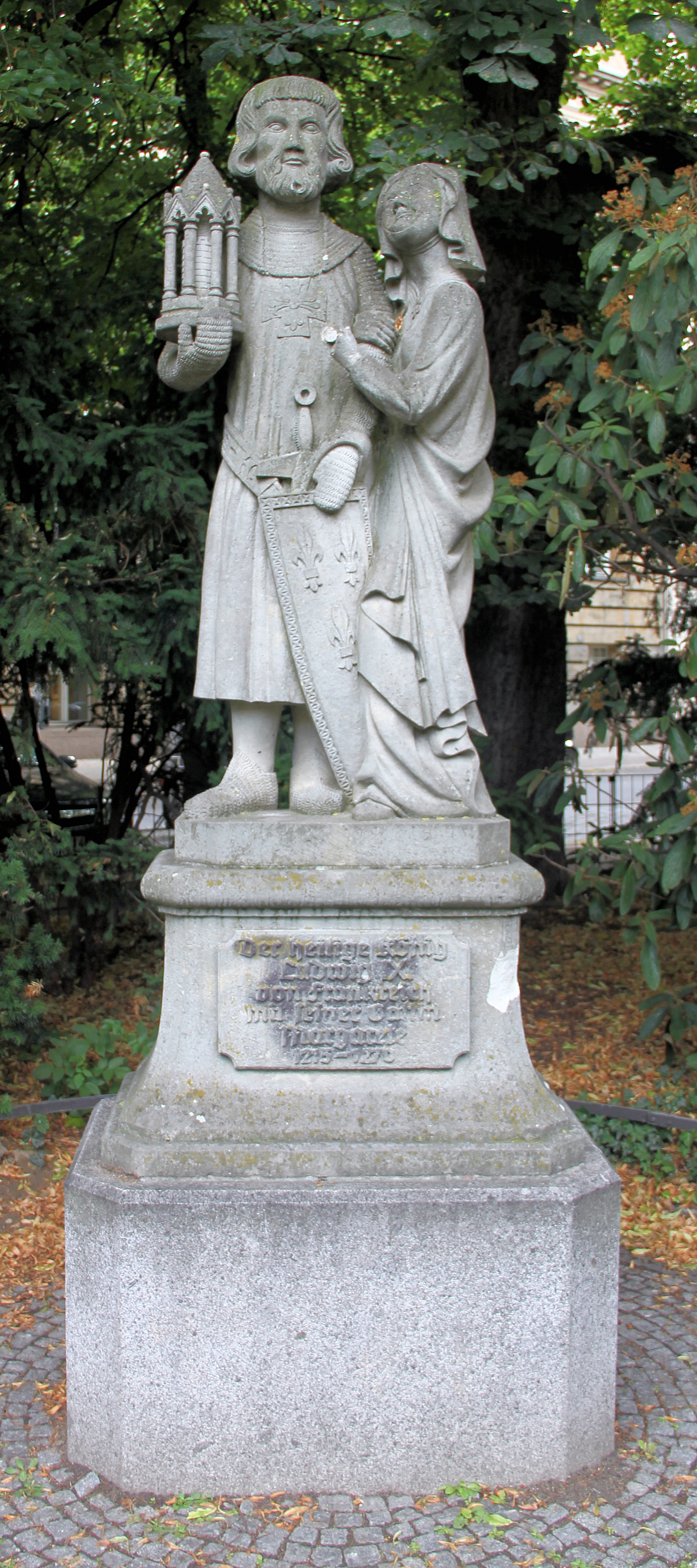
Statue devant l'église de saint Louis et de sa femme Marguerite de Provence, modèles du couple chrétien
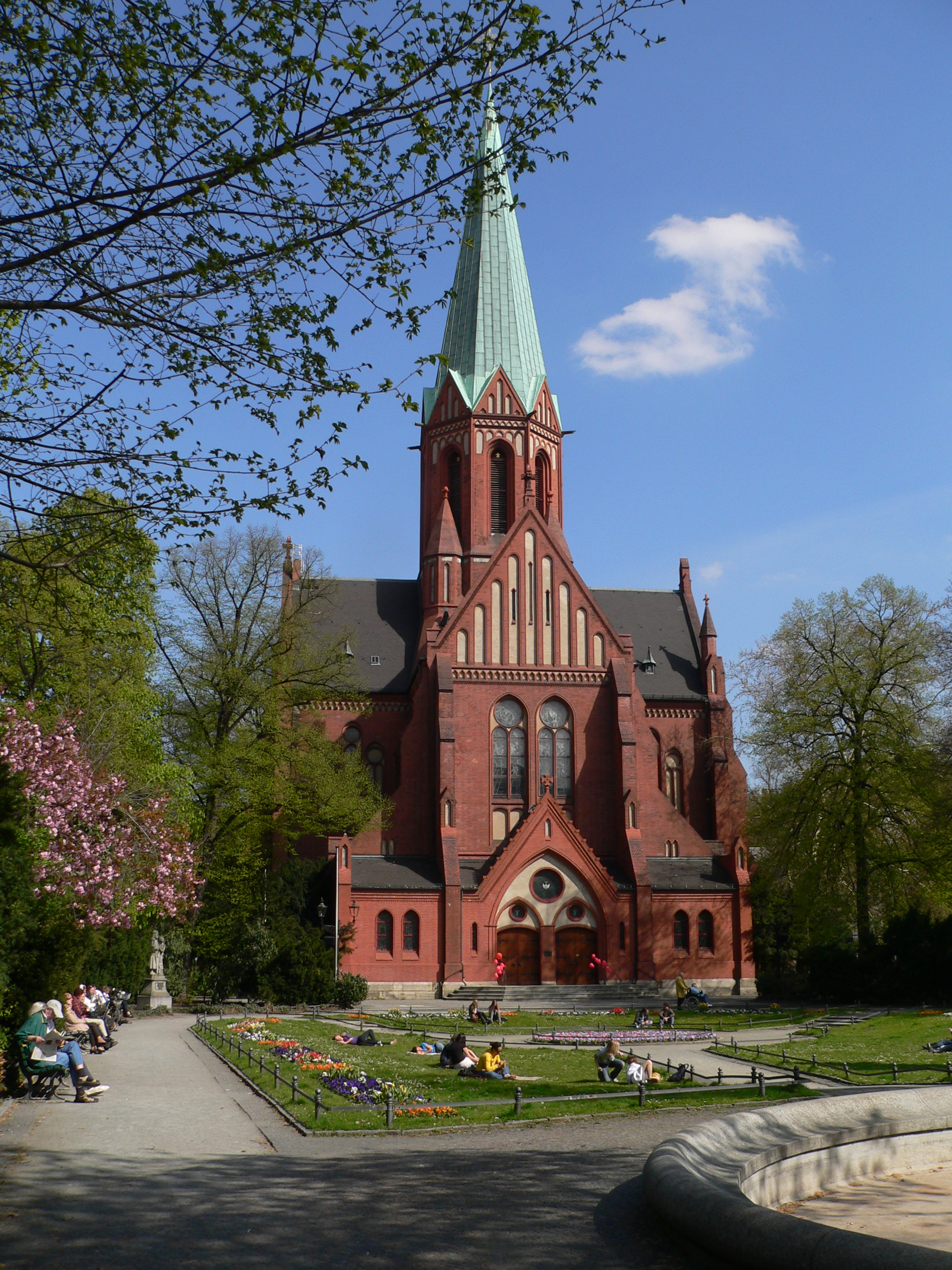
Vue de l'église et de son parvis au printemps, la Ludwigkirchplatz

## Bibliographie

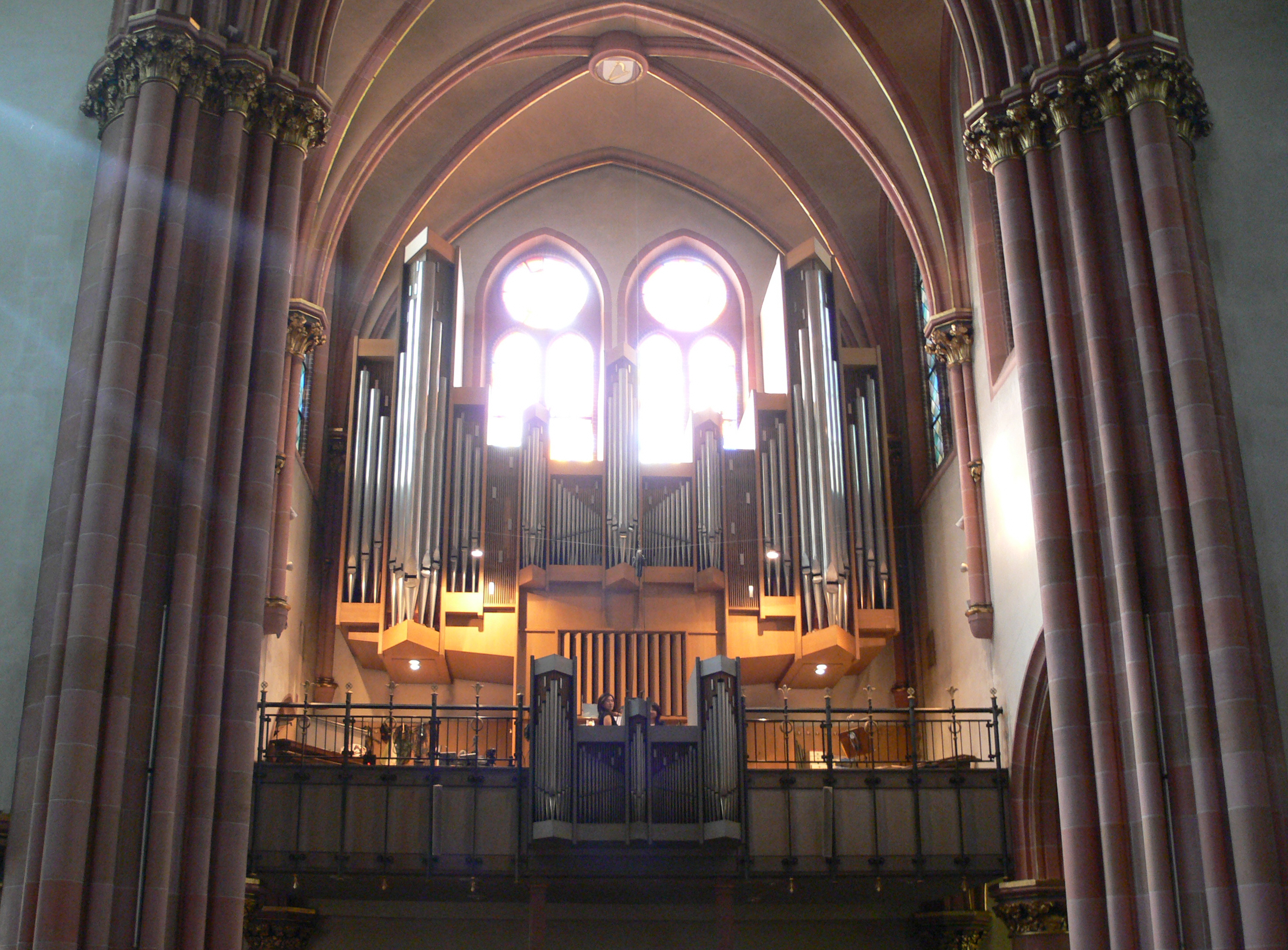
Les grandes orgues de Saint-Louis

## Source
- (de) Cet article est partiellement ou en totalité issu de l’article de Wikipédia en allemand intitulé « Ludwigskirche (Berlin-Wilmersdorf) » (voir la liste des auteurs).